# Samuel Tsegay
Samuel Tsegay Tesfamriam, född 24 februari 1988, är en svensk-eritreansk friidrottare (långdistans- och terränglöpning). Han tävlar sedan 2018 inom Sverige för klubben Hälle IF. Han är gift med den svensk-eritreanska långdistanslöparen Samrawit Mengsteab.

## Karriär
Under juniortiden deltog Samuel Tsegay tre gånger i juniorklassen vid terräng-VM. Första gången var år 2005 i Saint-Galmier i Frankrike, där han kom in på en sjuttondeplats. Påföljande år återkom han till tävlingen som nu hölls i Fukuoka, Japan och han kom denna gång på en åttondeplats. Tredje gången, 2007, hölls tävlingen i Mombasa, Kenya och han kom åter på åttonde plats. Vid junior-VM 2006 i Peking, Kina kom han på en fjärdeplats på 10 000 meter.
I mars 2009 debuterade han i seniorklassen vid terräng-VM som hölls i Amman, Jordanien, och han kom nu på en sextondeplats. Han ingick också i det eritreanska laget som tog bronsmedalj vid tävlingen, detta ihop med Zersenay Tadese, Teklemariam Medhin och Samson Kiflemariam. I augusti 2009 var han med på 5 000 meter vid VM som gick i Berlin, Tyskland, men han blev utslagen i försöken som sjunde man i sitt heat (de fem första gick automatiskt vidare). I oktober 2009 kom han på en femteplats vid VM i halvmaraton som hölls i Birmingham, Storbritannien, detta med ett nytt personbästa, 1:00:17.
I mars 2011 deltog han vid terräng-VM som denna gång gick i Punta Umbría, Spanien. Efter att på upploppet ha börjat slåss med etiopiern Abera Kuma blev dock bägge diskvalificerade. Scener från incidenten publicerades på Youtube. I oktober 2011 sprang Tsegay på personbästa 2:07:28 vid Amsterdam maraton.
2012 sprang Tsegay vid Egmond Half Marathon, en årligen återkommande halvmaraton i Egmond aan Zee, Nederländerna, in på en tredjeplats.

## Personliga rekord
| Utomhus - 1 500 meter – 3:47,1 (Khartoum, Sudan 9 maj 2006) - 5 000 meter – 13:16,59 (Barcelona, Spanien 25 juli 2009) - 10 000 meter – 28:20,96 (Villeneuve d'Asqu, Frankrike 30 juni 2009) - 10 km landsväg – 28:04 (Wierden, Nederländerna 7 juli 2013) - 15 km landsväg – 45:07 (Bilbao, Spanien 24 november 2013) - 10 engelska mil landsväg – 44:38 (Amsterdam, Nederländerna 18 september 2011) - 20 km landsväg – 58:21 (Paris, Frankrike 14 oktober 2018) - Halvmaraton – 59:21 (Köpenhamn, Danmark 29 mars 2014) - Maraton – 2:06:53 (Siena, Italien 11 april 2021) |